# Колегія кардиналів

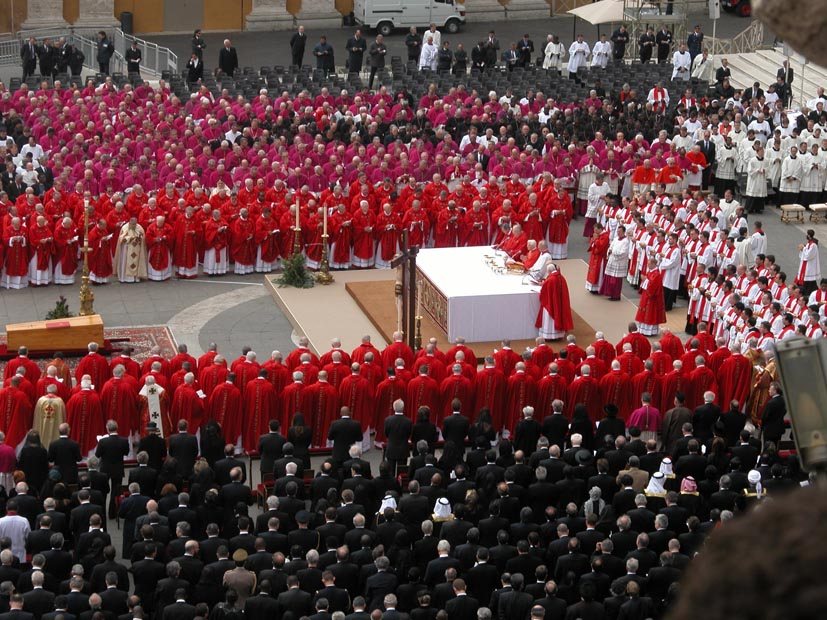
Поховання Івана Павла II. Коле́гія кардина́лів у червоному одязі.

Коле́гія кардина́лів або кардинальська колегія, до 1983 року мала назву Священна колегія кардиналів (лат. Sacrum Cardinalium Collegium) — колегіальний орган, до якого входять усі кардинали Римо-католицької церкви.

## Функції
Колегія виконує потрійну функцію:
- Дорадчий орган при папі римському.
- Орган, що заміщає Папу і здійснює верховну владу в церкві в період «sede vacante».
- Орган, який обирає нового Папу на конклаві.

Дорадчу функцію колегія виконує, коли Папа збирає кардиналів на консисторії. Попри те, що в період «sede vacante» до виборів нового Папи колегія керує церквою, її влада суттєво обмежена; колегія не володіє всією повнотою влади Папи (згідно з апостольською конституцією Universi Dominici Gregis).

## Склад і структура
Апостольська конституція Папи Сикста V Postquam verus від 1586 року встановила поділ членів Колегії кардиналів на три групи:
- Кардинали-єпископи — шість кардиналів з титулами субурбікарних єпархій та патріархи Східних католицьких церков.
- Кардинали-священники — архієпископи найважливіших архієпархій з титулами найстаріших римських церков.
- Кардинали-диякони — інші члени Колегії, що мають титули історичних дияконатів Риму.

Попри такий поділ, всі кардинали на конклаві рівні й кожен має по одному голосу. Згідно з чинним канонічним правом Католицької церкви всі кардинали мають обов'язок прийняти єпископські свячення, хоча кардинали, яким у момент призначення вже сповнилось 80 років, можуть просити в папи диспензу від цього обов'язку.

### Основні функції в Колегії кардиналів
Головою та заступником голови Колегії є Декан Колегії кардиналів та Заступник декана (субдекан або віцедекан). Їх обирають з-поміж себе кардинали-єпископи субурбікарних єпархій, однак їх обрання вимагає папського затвердження. Найстарший за порядком зведення в сан кардинал-пресвітер називається кардиналом-протопресвітером, а найстарший кардинал-диякон — кардиналом-протодияконом. Вони мають спеціальні функції під час конклаву.
Станом на 2022 рік основні функції в Колегії кардиналів виконують:
- Декан Колегії кардиналів — кардинал-єпископ Джованні Баттіста Ре;
- Віцедекан Колегії кардиналів — кардинал-єпископ Леонардо Сандрі;
- Кардинал-протоєпископ — кардинал-єпископ Френсіс Арінзе
- Кардинал-протопресвітер — кардинал-пресвітер Міхаель Міхай Кітбунчу;
- Кардинал-протодиякон — кардинал-диякон Ренато Раффаеле Мартіно;
- Секретар Колегії кардиналів — архієпископ Ільсон де Хесус Монтанарі.